# Boy A (film)
Boy A is een Britse dramafilm uit 2007 gebaseerd op de gelijknamige roman uit 2004 van Jonathan Trigell. De film werd geregisseerd door John Crowley. In het Verenigd Koninkrijk werd de film op televisie uitgezonden door Channel 4. De productie won BAFTA Awards voor beste regisseur, beste montage, beste fotografie & belichting en beste acteur (Andrew Garfield). Tevens won ze de prijs van de oecumenische jury op het Internationaal filmfestival van Berlijn.

## Verhaal
De film gaat over een jongen - Boy A - die toen hij tien jaar oud was samen met een leeftijdsgenoot een jonger meisje vermoordde. De zaak veroorzaakte in heel Engeland een golf van woede en de jongens werden tot tien jaar gevangenisstraf veroordeeld, het maximum voor kinderen in Engeland.
De film begint als Eric Wilson (Andrew Garfield) uit de gevangenis komt. Hij is inmiddels een jonge volwassen man. Zijn mededader Philip Craig leeft niet meer omdat deze zelfmoord heeft gepleegd. Eric komt onder begeleiding te staan van Terry (Peter Mullan) die hem vertelt een nieuwe naam te kiezen om een volledig nieuw leven op te bouwen. Vol goede wil begint 'Boy A' vervolgens opnieuw als 'Jack Burridge'. Omdat hij in gevangenschap de overgang van kind tot volwassene maakte, is hij totaal wereldvreemd en is alles wat hij tegenkomt in het begin nieuw en vreemd, zoals uitgaan, alcohol, meisjes en seks. Hij gaat in zomaar een plaats wonen die niets met zijn verleden te maken heeft en in een fabriek werken als bezorger en in- en uitlader van de bedrijfsbus.
'Jack' was voor zijn misdaad een introvert jongetje zonder vriendjes, totdat hij - de door zijn oudere broer seksueel misbruikte - Philip leerde kennen. Op zijn werk in de fabriek krijgt hij in de vorm van Chris (Shaun Evans) voor het eerst een echte, normale vriend en in de vorm van Michelle (Katie Lyons) voor het eerst een vriendin en een seksuele relatie. Echter, hoe hechter hij met hen wordt, hoe moeilijker 'Jack' het vindt om zijn echte verleden geheim voor ze te houden. Terry drukt hem niettemin op het hart dat hij dit koste wat kost geheim moet houden voor zijn eigen veiligheid, omdat er nog steeds mensen woedend zijn over zijn daad en hem met liefde wat aandoen als ze hem vinden. Dat hij sowieso 'ergens' vrijgelaten is, is bovendien landelijk bekend gezien de grote stukken die kranten en tijdschriften op dat moment daarover publiceren. 'Jack' komt zelf meer dan eens de artikelen tegen over hem, met grote koppen als "Evil comes of age" ('het kwaad is volwassen') erboven.
Ondanks herhaaldelijke nachtmerries waarin Phillip gevonden en opgeknoopt wordt, gaat alles goed met 'Jack'.
Wanneer Chris en hij met de bedrijfsauto over een weg aan de rand van een ravijn rijden, zien ze dat er een auto uit de bocht is gevlogen. Jack en Chris lopen naar de auto en zien dat er twee inzittenden zijn, een bestuurder die is overleden en een klein meisje dat nog leeft. Ze redden het meisje uit de auto en bellen de politie. Chris en hij komen als plaatselijke helden met een stukje en een foto in de krant, waarop 'Boy A' binnen de kortste keren wordt geïdentificeerd. Hij wordt zonder opgaaf van reden ontslagen en de media ontdekken waar hij woont. Michelle en Chris verbreken hun contact met hem. 'Jack' kan Terry niet bereiken en slaat op de vlucht. Hij gaat met de trein naar een plaats aan het strand. Daar gaat hij naar een pier en stapt hij over de reling. Hij laat zich naar voren hangen en lijkt van plan te springen wanneer de aftiteling in beeld komt.

## Verhaalopbouw
Hoewel het opgevoerde verhaal fictief is, vertonen de personages en structuur van de opgevoerde misdaad gelijkenissen met de waargebeurde moord op James Bulger uit 1993. De film volgt 'Jack' vanaf het moment net voor zijn vrijlating tot vlak voor zijn mogelijke zelfmoord. Middels flashbacks worden stukken vertoond uit de jeugd van 'Boy A', waarin te zien is hoe hij bevriend raakt met 'Boy B' en hoe hun gedrag stukje bij beetje ontspoort. Aan het einde van de film wordt duidelijk hoe de exacte moord op het tienermeisje plaatsvindt, dat in werkelijkheid een jongetje en kleuter was.

## Personages
| Naam         | Acteur          | Beschrijving                                                                                    |
| ------------ | --------------- | ----------------------------------------------------------------------------------------------- |
| 'Jack'       | Andrew Garfield | De hoofdpersoon. Hij heeft als kleine jongen een moord gepleegd en wordt ook wel Boy A genoemd. |
| Eric Wilson  | Alfie Owen      | Jack als kleine jongen. Hij wordt gepest op school en wordt gezien vanuit de dromen van Jack.   |
| Terry        | Peter Mullan    | Reclasseringsambtenaar die Jack op weg helpt in zijn nieuwe leven.                              |
| Michelle     | Katie Lyons     | De vriendin van Jack.                                                                           |
| Philip Craig | Taylor Doherty  | Wilsons mededader                                                                               |
| Chris        | Shaun Evans     | Jacks collega en nieuwe vriend                                                                  |

## Filmcrew
- scenario: Mark O'Rowe
- producer: Lynn Horsford
- camera: Rob Hardy
- muziek: Paddy Cunneen
- montage: Lucia Zucchetti
- regie: John Crowley